# Dog Man
Dog Man là một bộ truyện tranh hài hước của họa sĩ truyện tranh người Mỹ Dav Pilkey (cũng là tác giả của tập truyện Captain Underpants) được xuất bản bởi Scholastic Corporation, tập trung vào một sĩ quan cảnh sát bán thời gian tên là Dog Man, nửa người nửa chó. Bộ sách bao gồm tám cuốn sách, lần đầu tiên được phát hành vào năm 2016 và mới nhất hiện tại vào năm 2020. Có thể nói, Dog Man là một trong những thành công lớn của Dav Pilkey, khi tập truyện này được hoan nghênh ở rất nhiều nơi, trong đó nổi bật nhất là ở 2 nước Úc và Mỹ.